# 프랭클린 코버

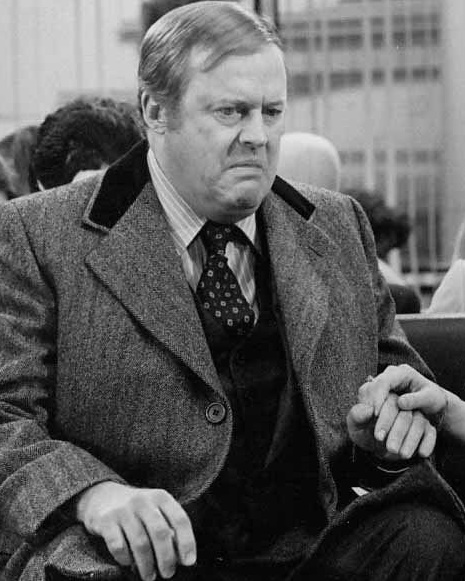

프랭클린 코버(Franklin Cover, 1928년 11월 20일 ~ 2006년 2월 5일)는 미국의 배우이다.
클리블랜드에서 태어났다.

## 출연 작품

### 영화
- 스텝포드 와이브스 (1975년)
- 월 스트리트 (1987)
- 우린 사춘기 (1990, Zits)
- 덤 앤 더머 서부시대로 가다 (1998년)

### 텔레비전
- In the Heat of the Night (1991)